# Řikovice
Řikovice är en ort i Tjeckien. Den ligger i regionen Olomouc, i den östra delen av landet, 230 km öster om huvudstaden Prag. Řikovice ligger 203 meter över havet och antalet invånare är 461.
Terrängen runt Řikovice är platt. Runt Řikovice är det ganska tätbefolkat, med 222 invånare per kvadratkilometer. Närmaste större samhälle är Přerov, 8,2 km norr om Řikovice. Trakten runt Řikovice består till största delen av jordbruksmark.